# Голямата лудория на мъпетите
„Голямата лудория на мъпетите“ (на английски: The Great Muppet Caper) е американски куклен филм от 1981 г. Неговите продължения са „Мъпет Кино“ (1979), „Мъпетите превземат Манхатън“ (1984), „Коледната песен на мъпетите“ (1992), „Мъпетският остров на съкровищата“ (1996), „Мъпети в космоса“ (1999) и „Мъпетите“ (2011). Филмът излиза на екран от 26 юни 1981 г.